# Gare de Saint-Cyr
Gare de Saint-Cyr vasútállomás és RER állomás Franciaországban, Saint-Cyr-l’École településen.

## Vasútvonalak
Az állomást az alábbi vasútvonalak érintik:
- Párizs–Brest-vasútvonal
- Saint-Cyr-Surdon-vasútvonal

## Kapcsolódó állomások
A vasútállomáshoz az alábbi állomások vannak a legközelebb:
- Gare de Saint-Quentin-en-Yvelines - Montigny-le-Bretonneux (Gare de Rambouillet, Párizs–Brest-vasútvonal, Transilien N)
- Gare de Versailles-Chantiers (Paris Gare Montparnasse, Párizs–Brest-vasútvonal, Transilien N)
- Gare de Versailles-Chantiers (Gare de Saint-Martin-d'Étampes, Gare de Dourdan - La Forêt, RER C)
- Gare de Saint-Quentin-en-Yvelines - Montigny-le-Bretonneux (Gare de Saint-Quentin-en-Yvelines - Montigny-le-Bretonneux, RER C)
- Gare de Saint-Quentin-en-Yvelines - Montigny-le-Bretonneux (Gare de La Verrière, Transilien U)
- Gare de Versailles-Chantiers (Gare de la Défense, Transilien U)
- Gare de Fontenay-le-Fleury (Gare de Dreux, Gare de Mantes-la-Jolie, Transilien N)

## Lásd még
- Franciaország vasútállomásainak listája
- A RER állomásainak listája